# Аутопут А1
Државни пут првог А реда А1 је државни пут првог А реда у Србији. Дугачак је 584 km и представља најважнији саобраћајни правац кроз Србију. Почиње код граничног прелаза Хоргош са Мађарском, пролази поред Суботице, Бачке Тополе, Врбаса, Новог Сада, Инђије, Београда, Смедерева, Крагујевца, Јагодине, Ћуприје, Параћина, Ражња, Ниша, Лесковца, Врања и Бујановца, а завршава се код граничног прелаза Прешево са Северном Македонијом. Повезује 5 од 6 највећих градова Србије. Представља део европског пута Е75 и паневропског коридора X (до Београда крак Xb, а од Београда главни правац коридора X).
Аутопут пролази разноликим теренима: од војвођанске равнице, преко Поморавља, бројних котлина и брдовитог терена јужно од Београда до Грделичке клисуре и изразито планинског краја. Изграђеним делом аутопута управља и одржава га ЈП „Путеви Србије“, а ЈП „Коридори Србије“ обавља инвеститорску функцију и организује стручни надзор током изградње.

## Историја

### Пре изградње аутопута
Данашњи аутопут А1 је део бившег Аутопута братства и јединства. Магистрални путеви који су се користили пре изградње аутопута грађени су 50-их и 60-их година 20. века. По старој категоризацији, део пута до Београда је носио ознаку M22.1, а део од Београда М1. Изградња аутопута почиње седамдесетих година најпре градњом аутопута кроз Београд, да би се касније наставила и у Војводини, а касније и у ужој Србији.

### Почетак изградње
Прва деоница аутопута која је пуштена у бившој СФР Југославији је било 9,5 km аутопута кроз Београд од Земуна (Змај) до Мостарске петље, који су отворени 1970. године. Следеће године креће изградња полупрофила аутопута од Батајнице до Новог Сада на којем се налазио и мост преко Дунава код Бешке дуг 2205 m, што га уједно чини и најдужим мостом у Србији. Ових првих 61 km аутопута А1 у полупрофилу је пуштено у саобраћај 1975. године.

### Аутопут Београд—Ниш
Радови су настављени према Нишу, па је 1977. пуштено у саобраћај још 12,5 km аутопута кроз Београд од Мостарске петље до Бубањ Потока, као и још 28 km аутопута до Умчара. Већ следеће године пуштено је још 79 km аутопута на деоници Умчари—Баточина. Следећа пуштена деоница је била дужине 21 km од Појата до Делиграда који су пуштени у саобраћај 1980. 1982. године су пуштене деонице Баточина—Ћуприја и Делиград—Ниш дужина по 34 km. Аутопут између Београда и Ниша је завршен 1985. године када је пуштена у саобраћај и последњих 21 km аутопута од Ћуприје до Појата. Даљи радови према југу су сачекали пар година.

### Последње деонице у социјалистичкој Југославији
Лошија економска и политичка ситуација у бившој Југославији је значајно успорила изградњу аутопута, а са почетком распада земље и санкција Уједињених нација је изградња аутопута обустављена. Изградња аутопута ка северу је након доста година настављена, а 1986. године је пуштен полупрофил аутопута од Новог Сада до Фекетића дужине 37 km. Последња деоница аутопута пуштена у социјалистичкој Југославији је била деоница од Ниша до Батушинца дужине 13 km отворена 1992. године.

### Изградња аутопута 90-их година
Изградња аутопута настављена је након ратова у суседству и санкција Савезној Републици Југославији, па је 1997. године завршен полупрофил који се градио још од 1971. године, и то пуштањем полу-аутопута од Фекетића до границе са Мађарском дужине 71 km, а ка југу је отворена деоница Батушинац—Печењевце дужине 23 km. Нове санкције и агресија НАТО пакта на СРЈ опет су на неко време прекинули изградњу аутопутева.

### Аутопут Хоргош—Београд
Како је сада била изграђена цела десна страна аутопута од Хоргоша до Батајнице, почело се са изградњом леве стране. Прву деоницу од Батајнице до Бешке градила је од 2002. аустријска компанија Алпина, а ових 32,2 km пуштено је у саобраћај 2004. године. Почео је да се гради и други мост преко Дунава, а лева трака од бачке стране моста до Новог Сада пуштена је у саобраћај 2006. године. Планирани су радови и на изградњи леве траке од Новог Сада до Хоргоша, а прве деонице су биле 10 km дуге деонице од Бикова до Жедника и од Сирига до Новог Сада које су отворене 2009. године. Следеће године је отворено и првих 5,5 km обилазнице око Новог Сада. 2011. године највећи део радова је завршен, пуштен је у саобраћај остатак леве траке на потезу од Хоргоша до Новог Сада укупне дужине 88 km, а исте године је отворен и нови мост код Бешке са приступним саобраћајницама укупне дужине 5 km. Коначно су радови на северу завршени 2013. године, када је завршено преосталих 2,5 km на обилазници око Новог Сада, и када је завршена реконструкција старог моста код Бешке који је страдао у бомбардовању, након којег је био доведен у стање да се може користити док се не изгради нови мост, након чега је уследила темељна реконструкција.

### Обилазница око Београда
Осамдесетих година 20. века појавила се потреба за изградњом обилазнице око главног града, јер је аутопут који је био пројектован за доста мање возила био преоптерећен, а београдске улице пуне тешких возила. Стога је 1990. године почела изградња полупрстена којим би се заобишао Београд. Међутим, због ратова и санкција, изградња је доста пута прекидана и настављена, да би се прва деоница, и једина која је до тада била започета, пустила у саобраћај 2005. године. Била је то деоница од Добановаца до Остружнице дужине 16,8 km на којој је био изграђен и 1950 m дуг мост преко Саве, а деоница је пуштена у полу-профилу аутопута. Радови су настављени на следећој деоници Остружница—Орловача, а ових 7,7 km аутопута у полу-профилу је пуштено у саобраћај 2008. године. Настављена је изградња према Бубањ Потоку, а започето је повезивање до сада изграђеног дела обилазнице и аутопута ка северу. Деоница Батајница—Добановци дужине 11 km пуштена је у саобраћај 2012. године. Радови на петљи и вијадукту код Батајнице, где је у саобраћају у почетку била само десна страна аутопута, трајали су до 2014. године, а осталих 7 km је било пуштено у пуном профилу. 2012. године је пуштено и последњих 3 km полу-профила аутопута од Орловаче до тунела Стражевица. Након тога су почели планови за изградњу комплетне обилазнице до Бубањ Потока и друге траке тамо где недостаје. Тако је 2016. изграђена лева трака у дужини од 12,7 km од Добановаца до моста на Сави код Остружнице. Деоница од тунела Стражевице до Бубањ Потока до 2023. није била аутопут, већ регионални пут правог реда 154 и представљала је последњи део обилазнице око Београда у делу од Добановаца до Бубањ Потока. Отварањем овог дела, обилазница је 2023. у потпуности завршена у делу од Добановаца до Бубањ Потока, чиме је саобраћај на аутопуту измештен из центра Београда.

### Аутопут Ниш—Прешево
Прва деоница пуштена у саобраћај у 21. веку на потезу од Ниша до границе са Северном Македонијом је била деоница Печењевце—Грабовница дужине 23 km која је отворена 2005. године. Опет је уследио краћи прекид у изградњи аутопута, а следећа деоница која се градила је била најјужнија деоница од граничног прелаза Прешево до Левосоја дужине 21,5 km. Како се деоница поклапа са старим магистралним путем, прво је 2009. године пуштена прва трака која је ишла уз стару магистралу, да би 2013. године била отворена и друга трака. 2013. године је пуштена у саобраћај и деоница Доњи Нерадовац – Српска Кућа дужине 8 km коју је изградила грчка компанија Актор, а финансирана је средствима Републике Србије уз финансијску помоћ Владе Грчке у оквиру грчког Плана за економску реконструкцију Балкана. Тада је почела изградња преосталих деоница на овом потезу, а прва је завршена деоница Владичин Хан – Доњи Нерадовац дужине 26,3 km 2015. године. Деоница Грабовница — Грделица дужине 5,6 km је отворена 2016. године, а деоница Српска Кућа - Левосоје отворена је крајем 2018. годинe. Аутопут кроз Грделичку клисуру и деонице Грделица – Царичина Долина и Царичина Долина – Владичин Хан пуштене су у саобраћај у мају 2019. године.

## Траса

### Хоргош—Београд
Аутопут почиње у Бачкој код места Хоргош недалеко од Суботице. Пролази равничарским тереном кроз бројна поља поред Суботице, Бачке Тополе, Фекетића, Врбаса, Србобрана, Новог Сада, а у Срем прелази након моста преко Дунава код Бешке. Аутопут даље иде поред Бешке, Инђије, Старе Пазове, где напушта АП Војводину, и Нове Пазове, да би код Батајнице почела обилазница око Београда.

### Мотопут кроз Београд
Аутопут кроз Београд је био један од најстаријих аутопутева у Србији. До завршетка обилазнице око Београда представљало je једину аутопутну везу севера и југа земље. Почиње на петљи Добановци, пролази поред Аеродрома Никола Тесла, а у Београд улази код фабрике Икарбус у Земуну, пролази поред Земуна и Бежанијске Косе, преко Новог Београда, где пролази поред Београдске арене и Сава центра, прелази мост Газела преко Саве, након кога се на мостарској петљи укршта са улицама Кнеза Милоша, Савском, Булеваром војводе Путника и Булеваром Војводе Мишића. У наставку аутопут пролази кроз Вождовац. Пролази поред Душановца, Коњарника и насеља Медаковић, а из Београда излази код АТ Ласте. Градски аутопут се завршава на петљи Бубањ Поток са обилазницом око Београда. Завршетком обилазнице, деоница Бубањ Поток - Добановци је прекатегорисана у мото-пут и носи ознаку М11

### Обилазница око Београда
Обилазница почиње код петље Батајница, одакле се може ићи за Земун Поље и Земун, а преко Пупиновог моста и за Борчу. По завршетку саобраћајница на петљи са ове петље се може и у Батајницу. Десетак километара даље је петља Добановци са аутопутем кроз Београд и аутопутем А3 – за Руму, Сремску Митровицу и даље за Хрватску. Обилазница пролази поред Сурчина, близу ког je и петља Сурчин југ са аутопутем А2 за Обреновац, Чачак, Пожегу, Босну и Херцеговину и Црну Гору. Аутопут излази из Срема преко моста на Сави код Остружнице, након кога је петља Остружница са Обреновачким путем. Даље пролази кроз тунеле Липак(665m) и Железник(699m) и наилази на петљу Орловача са Ибарском магистралом. Пролази кроз тунел Стражевица(745m). Обилазница даље иде поред Ресника, укршта се са Кружним путем код Авалског пута, кроз тунел Бели Поток(373m), да би се завршила на петљи Бубањ Поток.

### Београд—Ниш
Аутопут прво пролази брдовитим тереном јужно од Београда, пролазећи поред Врчина, Малог Пожаревца близу Младеновца и Умчара, да би након искључења за Смедерево и Пожаревац ушао у долину Велике Мораве, а касније Јужне Мораве. Аутопут даље пролази поред Велике Плане, Свилајнца, Лапова, а код Баточине се укршта са брзим путем за Крагујевац у изградњи. Даље наставља поред Јагодине, Ћуприје и Параћина, а код Појата се укршта са државним путем 23, будућим аутопутем А5 (тзв. Моравски коридор) којим се иде за Крушевац, Врњачку Бању, Краљево и друге градове у долини Западне Мораве. Даље аутопут поново пролази брдовитим тереном преко превоја Мечка поред Ражња, затим и Алексинца, након којег се приближава Нишу. На петљи Трупале се укршта са аутопутем А4 према Пироту и Бугарској, а којим се стиже и у северни део Ниша.

### Ниш—Прешево
Аутопут наставља јужно од Ниша, пролази близу Мерошине где је укрштање са будућим аутопутем ка Прокупљу, Куршумлији и Приштини. Аутопут у наставку пролази поред Дољевца и Брестовца да би код Печењевца било прво искључење за Лесковац, недалеко је и друго искључење за Лесковац, а овим путем се стиже и у Власотинце. У наставку аутопут улази у Грделичку клисуру где пролази кроз тежак терен уз магистрални пут, пругу и Јужну Мораву. На овој деоници изграђено је 33 мостова и вијадуката, од којих је најдужи и највиши мост Врла код Владичиног Хана дужине 644 m и 62 m висине, 2 тунела: Предејане (944m/1112m) и Манајле (1808m), који је и најдужи путни тунел Србији, 2 петље: Предејане и Владичин Хан, као и бројне косине и усеци. По изласку из клисуре, аутопут пролази долином Јужне Мораве и котлинама код Врања, Бујановца и Прешева. Ауто пут се завршава на државној граници са Северном Македонијом односно на ГП Прешево.
- Деоница А1 код Врања

## Важнији објекти
На аутопуту А1 налазе се најдужи и највиши мост као и најдужи путни тунел у Србији.
Најдужи мост у Србији и једини дужи од 2 km је мост код Бешке на Дунаву дуг чак 2205 m. Поред овог, на овом аутопуту се налази и мост преко Саве код Остружнице дуг 1950 m, као и вијадукт код Батајнице дуг 1500 m.
Највиши мост у Србији је мост код Бешке на Дунаву висине 68 метара, а други највиши мост је мост Врла код Владичиног Хана који на свом највишем делу има висину од 62 метра. Мост се налази на деоници Царичина Долина – Владичин Хан.
Најдужи путни тунел у Србији je тунел Манајле на деоници Царичина Долина – Владичин Хан чија дужина износи 1808 m. Поред овог, на овом аутопуту се налази и тунел Предејане чија је лева цев дуга 944 m, а десна 1112 m.
Једна од најзначајнијих петљи и најимпресивнијих је петља Добановци са аутопутем А3, а њој слична je и петља Бубањ Поток.

## Путарина
На аутопуту А1 се наплаћује путарина, изузев ширег круга обилазнице око Београда, тј. од Старе Пазове до Врчина, и у близини граница. На деоницама Суботица – Стара Пазова и Врчин—Прешево је затворени систем наплате путарине, тј. путарина се наплаћује по пређеном километру. На крајевима ових деоница се налазе чеоне наплатне рампе, а на сваком искључењу између чеоних наплатних рампи се налази бочна наплатна рампа.

## Будућност
Последњи изграђени део аутопута је обилазница око Београда, конкретно полу-профил од Остружнице до тунела Стражевица и пун профил на деоници тунел Стражевица – Бубањ Поток. Радови су почели почетком 2019. године, а главни извођач je азербејџански AzVirt.

## Детаљи трасе
| \| број \| \| км \| \| Везе \| Места \| \| ---- \| \| --- \| ---------------------- \| ---- \| ------------------------------------------------------------------------------------- \| \| \| \| 0 \| Хоргош \| \| Сегедин, Мађарска \| \| 1 \| \| 4 \| Хоргош \| \| \| \| 2 \| \| 17 \| Суботица-север \| \| Палић \| \| 3 \| \| 23 \| Суботица-исток \| \| \| \| 4 \| \| 27 \| Суботица-југ \| \| \| \| 5 \| \| 38 \| Чантавир \| \| \| \| 6 \| \| 50 \| Бачка Топола \| \| Сента, Бајмок \| \| 7 \| \| 60 \| Мали Иђош \| \| У плану \| \| 8 \| \| 70 \| Фекетић \| \| Мали Иђош \| \| \| \| \| Река Криваја \| \| \| \| 9 \| \| 81 \| Врбас \| \| Србобран, Кула, Сомбор, Бечеј \| \| \| \| \| Велики бачки канал \| \| \| \| 10 \| \| 94 \| Сириг \| \| Змајево, Темерин \| \| 11 \| \| 110 \| Нови Сад-север \| \| \| \| 12 \| \| 112 \| Нови Сад-центар \| \| Темерин, \| \| 13 \| \| 114 \| Нови Сад-исток \| \| Зрењанин, Жабаљ, \| \| 14 \| \| 119 \| Нови Сад-југ \| \| У плану, планирана веза са \| \| 15 \| \| 130 \| Ковиљ \| \| Зрењанин, Шајкаш \| \| \| \| \| Мост код Бешке (Дунав) \| \| \| \| 16 \| \| 143 \| Бешка \| \| \| \| 17 \| \| 147 \| Марадик \| \| Ириг \| \| 18 \| \| 152 \| Инђија \| \| Сланкамен \| \| 19 \| \| 162 \| Стара Пазова \| \| Стари Бановци \| \| 20 \| \| 165 \| Нова Пазова \| \| \| \| 21 \| \| 169 \| Нови Бановци \| \| Батајница \| \| 22 \| \| 176 \| Батајница \| \| Земун \| \| 23 \| \| 184 \| Добановци \| \| Београд, Рума, Сремска Митровица \| \| 24 \| \| 188 \| Сурчин \| \| Сурчин, Добановци, Јаково, Нови Београд \| \| 24.1 \| \| 191 \| Сурчин југ \| \| Нови Београд, Обреновац, Ваљево, Чачак, Ужице, Краљево \| \| 25 \| \| 197 \| Остружница \| \| Обреновац, Чукарица \| \| 26 \| \| 206 \| Орловача \| \| Чукарица, Лазаревац, Барајево, Лајковац, Горњи Милановац, Чачак \| \| 27 \| \| 212 \| Авала \| \| Вождовац, Рипањ, Раља, Сопот \| \| 28 \| \| 217 \| Бубањ Поток \| \| Београд, Винча, Панчево, Вршац, Темишвар (Румунија) \| \| 29 \| \| 219 \| Траншпед \| \| Траншпед \| \| 30 \| \| 224 \| Врчин \| \| Врчин, Гроцка \| \| 31 \| \| 238 \| Мали Пожаревац \| \| Младеновац, Аранђеловац, Сопот, Раља \| \| 32 \| \| 245 \| Умчари \| \| Умчари, Гроцка \| \| 33 \| \| 251 \| Водањ \| \| Водањ, Смедерево, Младеновац \| \| 34 \| \| 257 \| Колари \| \| Колари, Смедерево, Смедеревска Паланка \| \| 35 \| \| 263 \| Смедерево \| \| Смедерево, Ковин, Панчево, Бела Црква \| \| 36 \| \| 264 \| Пожаревац \| \| Пожаревац, Костолац, Велико Градиште, Доњи Милановац, Мајданпек, Кладово \| \| 37 \| \| 293 \| Велика Плана \| \| Велика Плана, Смедеревска Паланка, Младеновац, Мајданпек \| \| 38 \| \| 305 \| Марковац \| \| Марковац, Свилајнац, Рача, Топола \| \| 39 \| \| 311 \| Лапово \| \| Лапово \| \| 40 \| \| 315 \| Баточина \| \| Баточина, Крагујевац, Краљево[а] \| \| 41 \| \| 337 \| Јагодина \| \| Јагодина \| \| 42 \| \| 349 \| Ћуприја \| \| Ћуприја \| \| 43 \| \| 360 \| Параћин \| \| Параћин, Зајечар \| \| 44 \| \| 372 \| Појате \| \| Појате, Крушевац, Трстеник, Врњачка Бања, Краљево, Чачак[б] \| \| 45 \| \| 385 \| Ражањ \| \| Ражањ \| \| 46 \| \| 405 \| Алексиначки Рудници \| \| Алексинац \| \| 47 \| \| 410 \| Алексинац \| \| Алексинац, Сокобања \| \| 48 \| \| 432 \| Трупале \| \| Ниш север, Нишка Бања, Књажевац, Бела Паланка, Пирот, Димитровград, Софија (Бугарска) \| \| 49 \| \| 435 \| Ниш југ \| \| Ниш \| \| 50 \| \| 441 \| Мерошина \| \| Мерошина, Прокупље, Куршумлија, Брус, Приштина[в] \| \| 51 \| \| 451 \| Дољевац \| \| Дољевац, Житорађа \| \| 52 \| \| 457 \| Брестовац \| \| Брестовац, Гаџин Хан, Бојник \| \| 53 \| \| 465 \| Лесковац центар \| \| Лесковац \| \| 54 \| \| 481 \| Лесковац југ \| \| Лесковац, Власотинце, Бабушница, Лебане, Медвеђа \| \| 55 \| \| 492 \| Грделица \| \| Грделица \| \| 56 \| \| 502 \| Предејане \| \| Предејане \| \| 57 \| \| 516 \| Владичин Хан \| \| Владичин Хан, Сурдулица, Босилеград \| \| 58 \| \| 539 \| Врање \| \| Врање \| \| 59 \| \| 553 \| Бујановац север \| \| Чукарка Ристовац \| \| 60 \| \| 556 \| Бујановац југ \| \| Штимље—Урошевац—Гњилане \| \| 61 \| \| 577 \| Прешево \| \| Приштина—Гњилане Чукарка \| \| \| \| 583 \| Прешево \| \| Скопље, Македонија \| |  |     |                        |      |                                                                                       |
| број |  | км  |                        | Везе | Места                                                                                 |
| |  | 0   | Хоргош                 |      | Сегедин, Мађарска                                                                     |
| 1 |  | 4   | Хоргош                 |      |                                                                                       |
| 2 |  | 17  | Суботица-север         |      | Палић                                                                                 |
| 3 |  | 23  | Суботица-исток         |      |                                                                                       |
| 4 |  | 27  | Суботица-југ           |      |                                                                                       |
| 5 |  | 38  | Чантавир               |      |                                                                                       |
| 6 |  | 50  | Бачка Топола           |      | Сента, Бајмок                                                                         |
| 7 |  | 60  | Мали Иђош              |      | У плану                                                                               |
| 8 |  | 70  | Фекетић                |      | Мали Иђош                                                                             |
| |  |     | Река Криваја           |      |                                                                                       |
| 9 |  | 81  | Врбас                  |      | Србобран, Кула, Сомбор, Бечеј                                                         |
| |  |     | Велики бачки канал     |      |                                                                                       |
| 10 |  | 94  | Сириг                  |      | Змајево, Темерин                                                                      |
| 11 |  | 110 | Нови Сад-север         |      |                                                                                       |
| 12 |  | 112 | Нови Сад-центар        |      | Темерин,                                                                              |
| 13 |  | 114 | Нови Сад-исток         |      | Зрењанин, Жабаљ,                                                                      |
| 14 |  | 119 | Нови Сад-југ           |      | У плану, планирана веза са                                                            |
| 15 |  | 130 | Ковиљ                  |      | Зрењанин, Шајкаш                                                                      |
| |  |     | Мост код Бешке (Дунав) |      |                                                                                       |
| 16 |  | 143 | Бешка                  |      |                                                                                       |
| 17 |  | 147 | Марадик                |      | Ириг                                                                                  |
| 18 |  | 152 | Инђија                 |      | Сланкамен                                                                             |
| 19 |  | 162 | Стара Пазова           |      | Стари Бановци                                                                         |
| 20 |  | 165 | Нова Пазова            |      |                                                                                       |
| 21 |  | 169 | Нови Бановци           |      | Батајница                                                                             |
| 22 |  | 176 | Батајница              |      | Земун                                                                                 |
| 23 |  | 184 | Добановци              |      | Београд, Рума, Сремска Митровица                                                      |
| 24 |  | 188 | Сурчин                 |      | Сурчин, Добановци, Јаково, Нови Београд                                               |
| 24.1 |  | 191 | Сурчин југ             |      | Нови Београд, Обреновац, Ваљево, Чачак, Ужице, Краљево                                |
| 25 |  | 197 | Остружница             |      | Обреновац, Чукарица                                                                   |
| 26 |  | 206 | Орловача               |      | Чукарица, Лазаревац, Барајево, Лајковац, Горњи Милановац, Чачак                       |
| 27 |  | 212 | Авала                  |      | Вождовац, Рипањ, Раља, Сопот                                                          |
| 28 |  | 217 | Бубањ Поток            |      | Београд, Винча, Панчево, Вршац, Темишвар (Румунија)                                   |
| 29 |  | 219 | Траншпед               |      | Траншпед                                                                              |
| 30 |  | 224 | Врчин                  |      | Врчин, Гроцка                                                                         |
| 31 |  | 238 | Мали Пожаревац         |      | Младеновац, Аранђеловац, Сопот, Раља                                                  |
| 32 |  | 245 | Умчари                 |      | Умчари, Гроцка                                                                        |
| 33 |  | 251 | Водањ                  |      | Водањ, Смедерево, Младеновац                                                          |
| 34 |  | 257 | Колари                 |      | Колари, Смедерево, Смедеревска Паланка                                                |
| 35 |  | 263 | Смедерево              |      | Смедерево, Ковин, Панчево, Бела Црква                                                 |
| 36 |  | 264 | Пожаревац              |      | Пожаревац, Костолац, Велико Градиште, Доњи Милановац, Мајданпек, Кладово              |
| 37 |  | 293 | Велика Плана           |      | Велика Плана, Смедеревска Паланка, Младеновац, Мајданпек                              |
| 38 |  | 305 | Марковац               |      | Марковац, Свилајнац, Рача, Топола                                                     |
| 39 |  | 311 | Лапово                 |      | Лапово                                                                                |
| 40 |  | 315 | Баточина               |      | Баточина, Крагујевац, Краљево                                                         |
| 41 |  | 337 | Јагодина               |      | Јагодина                                                                              |
| 42 |  | 349 | Ћуприја                |      | Ћуприја                                                                               |
| 43 |  | 360 | Параћин                |      | Параћин, Зајечар                                                                      |
| 44 |  | 372 | Појате                 |      | Појате, Крушевац, Трстеник, Врњачка Бања, Краљево, Чачак                              |
| 45 |  | 385 | Ражањ                  |      | Ражањ                                                                                 |
| 46 |  | 405 | Алексиначки Рудници    |      | Алексинац                                                                             |
| 47 |  | 410 | Алексинац              |      | Алексинац, Сокобања                                                                   |
| 48 |  | 432 | Трупале                |      | Ниш север, Нишка Бања, Књажевац, Бела Паланка, Пирот, Димитровград, Софија (Бугарска) |
| 49 |  | 435 | Ниш југ                |      | Ниш                                                                                   |
| 50 |  | 441 | Мерошина               |      | Мерошина, Прокупље, Куршумлија, Брус, Приштина                                        |
| 51 |  | 451 | Дољевац                |      | Дољевац, Житорађа                                                                     |
| 52 |  | 457 | Брестовац              |      | Брестовац, Гаџин Хан, Бојник                                                          |
| 53 |  | 465 | Лесковац центар        |      | Лесковац                                                                              |
| 54 |  | 481 | Лесковац југ           |      | Лесковац, Власотинце, Бабушница, Лебане, Медвеђа                                      |
| 55 |  | 492 | Грделица               |      | Грделица                                                                              |
| 56 |  | 502 | Предејане              |      | Предејане                                                                             |
| 57 |  | 516 | Владичин Хан           |      | Владичин Хан, Сурдулица, Босилеград                                                   |
| 58 |  | 539 | Врање                  |      | Врање                                                                                 |
| 59 |  | 553 | Бујановац север        |      | Чукарка Ристовац                                                                      |
| 60 |  | 556 | Бујановац југ          |      | Штимље—Урошевац—Гњилане                                                               |
| 61 |  | 577 | Прешево                |      | Приштина—Гњилане Чукарка                                                              |
| |  | 583 | Прешево                |      | Скопље, Македонија                                                                    |